# セットオフ
セットオフ（Set-off）とは、当事者間の経理上での差金決済（英米法上の相殺）または英米法上の反対請求。

## 英米法上の相殺
当事者間で互いに金銭的負債を負っている場合に、負債を差し引きすることで相互の負担を返却したものとする行為をいう。
コモン・ローでは原則として相殺は許されておらず、判決債権の相殺（judgment setoff）のみが認められていた。イギリスでは1728年の制定法によって導入された。
英国法では相殺は裁判上主張すべきとされている。英国法の「相殺」概念は多義的でset-off（セットオフ）とnetting（ネッティング）の区別も明確でない。また、set-off（相殺）は原告の請求原因と無関係に発生したもののみをいい、原告の請求原因に関連している場合はrecoupment（請求額減殺）という。

## 英米法上の反対請求
賠償を求められている被告が原告に対して行う請求で、原告からの賠償金請求を無効にしたり、超過金があるとして取り戻す請求をいう。